# Jüdischer Kulturbund
Jüdischer Kulturbund (Židovský kulturní spolek) nebo též Kulturbund Deutscher Juden (Kulturní sdružení německých Židů) bylo kulturní sdružení německých Židů založené v roce 1933. Zaměstnávalo více než 1300 umělců a 700 umělkyň, hudebníků a herců propuštěných z německých institucí a podle některých autorů se časem rozrostlo na asi 70 000 členů. Saul Friedländer hovoří nejméně o 180 000.

## Dějiny

### 1933–1937

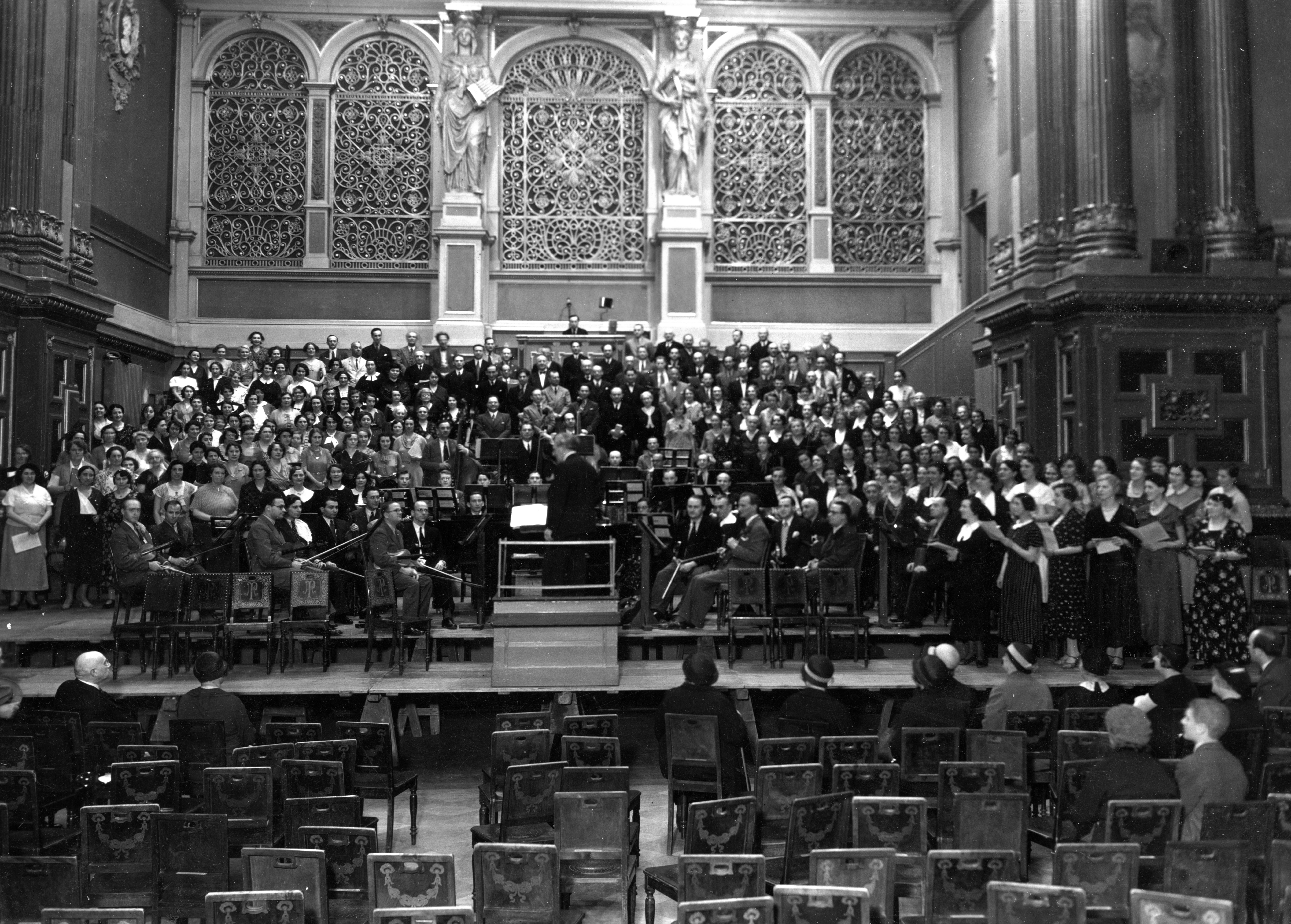
Zkouška na představení Händelova oratoria Judy Makabejského v květnu 1934. Orchestr Kulturbund Deutscher Juden v sále Berlínské filharmonie (Bernburger Straße). Řídil Kurt Singer.

Organizaci založil v roce 1933 dirigent Kurt Singer (1888-1944) pod názvem Kulturbund Deutscher Juden. V dubnu 1935 nacistické úřady donutily organizaci k odstranění slova „německý“ z názvu a nařídily změnu názvu na Jüdischer Kulturbund, tj. Židovské kulturní sdružení, známé také jako KuBu. Členy sdružení byli se souhlasem nacistů nezaměstnaní židovští umělci, kteří tvořili pro židovskou populaci. Asociace tak nacistům umožnila skrývat útisk Židů. Kulturbund byl jedním z nejznámějších příkladů židovské tvořivosti v reakci na kulturní vyloučení a poskytoval alespoň zdání svobodné zábavy pro 70 000  členů na 49 různých místech.
Po vyloučení Židů a Němců židovského původu z téměř všech organizací a z účasti na veřejném dění se Kulturbund Deutscher Juden pokusil poskytnout náhradu, podobně jako týdeník Israelitisches Familienblatt .
Kulturbund pořádal po celém Německu výstavy, divadelní představení, koncerty, opery a přednášky, na kterých vystupovali židovští herci, baviči, umělci, spisovatelé, vědci ad., kterým již nacistický režim zakázal veřejně vystupovat. Židovští umělci si tak mohli znovu alespoň trochu vydělat na živobytí. Představení se konala na určených segregovaných místech za účasti „výlučně Židů“, což znamenalo židovské Němce a Němce židovského původu a jejich případné nežidovské manželky.

### 1938–1941

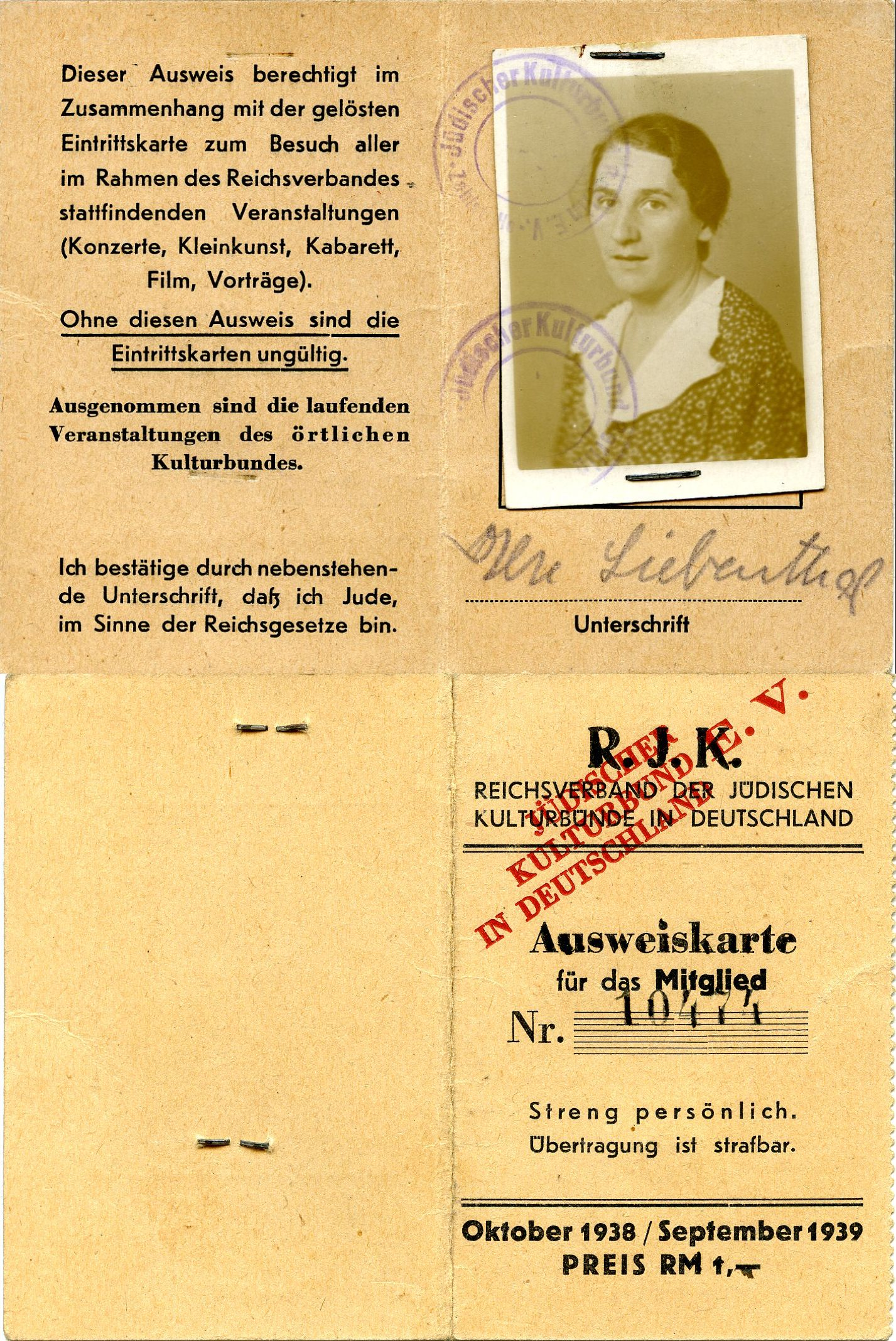
Jüdischer Kulturbund - členský průkaz člena Ilse Liebenthalové (1938-1939).

Vydavatelské oddělení Kulturbundu existovalo také v Rakousku, připojeném k Německé říši v březnu 1938.
Ministerstvo propagandy umožnilo Kulturbundu nadále existovat, avšak pouze pod podmínkou změny stanovy tak, že ministr (Goebbels) může kdykoli zasahovat do záležitostí výkonné rady, či dokonce Kulturbund zrušit a zabavit jeho majetek. Změněné stanovy skutečně 4. března 1939 vstoupily v platnost.
Dne 11. září 1941 Gestapo nařídilo uzavření Kulturbundu, vyjma vydavatelského oddělení, které mělo převzít Reichsvereinigung der Juden in Deutschland (Říšské sdružení Židů v Německu).

## Oblasti činnosti

### Vydavatelství
Nakladatelství Kulturbundu prodávalo knihy ze svých skladů německým a rakouským Židům a vytvořilo tak přebytek, který částečně kryl ztráty v jiných odděleních. Značná částka byla převedena na Ústřední úřad pro židovské vystěhovalectví, aby zaplatila emigrační poplatky vybírané za šťastné příjemce zahraničních víz, kteří byli příliš chudí na to, aby zaplatili.

### Hudba
Operní oddělení vedl dirigent Joseph Rosenstock. První uvedená opera byla 14. listopadu 1933 Figarova svatba.

### Divadlo
Zahajovací představení se uskutečnilo 1. října 1933 Lessingovou hrou Nathan Moudrý v berlínském divadle na Charlottenstraße. Režisér Karl Loewenberg ovšem hru zakončil jinak, než dle Lessingových explicitních pokynů, které směřují bohatého židovského kupce Nathana (hrál Kurt Katch), muslimského sultána Saladina a křesťanského templáře (hrál Ernest Lenart), aby se přátelsky objali a společně slavnostně odešli. Místo toho nechal Loewenberg kupce Nathana osamoceného na jevišti, kde je vidět jen kazatelna a menora.